# Jean Seberg
Pour les articles homonymes, voir Seberg.
Jean Seberg [ d͡ʒin sebɛʁg],, (en anglais : [ˈd͡ʒiːn ˈsiːbɚg],), née le 13 novembre 1938 à Marshalltown dans l'Iowa et morte le 30 août 1979 à Paris, est une actrice américaine qui passa une partie importante de sa carrière en France.
De son Iowa natal au Paris de la Nouvelle Vague, Jean Seberg a incarné un idéal féminin pour toute une génération. 
À la fois américaine et française, elle tient un premier grand rôle en 1957, celui de Jeanne d'Arc, qu'elle incarne dans le film Sainte Jeanne d'Otto Preminger. À ce moment-là, le destin de Jean Seberg est scellé. Elle tourne juste ensuite Bonjour tristesse, toujours de Preminger et d'après Sagan. 
Mais c'est surtout À bout de souffle, de Godard et avec Belmondo pour partenaire, en 1960, qui marque sa carrière et lui permet de devenir célèbre grâce à sa fraîcheur, sa beauté et sa spontanéité. Elle a ensuite joué dans plusieurs films d'auteurs et expérimentaux réalisés notamment par Claude Chabrol, Romain Gary ou Philippe Garrel.
Sa vie privée tumultueuse, et son mariage avec Romain Gary, rencontré fin 1959, ont fait d'elle, au-delà de la vedette, une figure de la vie culturelle des années 1960. Elle est parmi les premières actrices à prendre des engagements politiques pour faire entendre la voix des Noirs américains dans un contexte de ségrégation raciale. Seberg a été l'une des cibles les plus connues du projet COINTELPRO du FBI,, en représailles de son soutien au Black Panther Party, un acte de diffamation directement ordonné par J. Edgar Hoover,.
En août 1979, sa mort mal élucidée met un point final mystérieux à son existence. Seberg est décédée à l'âge de 40 ans à Paris, la police française estimant qu'il s'agissait probablement d'un suicide. Le second ex-mari de Seberg, Romain Gary, a donné une conférence de presse peu après la découverte de son corps, au cours de laquelle il a accusé la campagne du FBI contre Seberg d'être à l'origine de son effondrement mental. Gary a mentionné comment le FBI avait fait circuler dans les médias de fausses rumeurs selon lesquelles la grossesse de Seberg (consécutive à sa liaison avec Carlos Navarra en 1970) était due en réalité à un membre des Black Panthers, et comment le traumatisme causé par ces médisances avait entraîné une surdose de somnifères pendant la grossesse de Seberg, et la mort de l'enfant. Gary a déclaré que Seberg avait tenté de se suicider à plusieurs reprises à la date anniversaire de la mort de l'enfant, le 25 août. Seberg était alors séparée de son troisième mari, Dennis Berry, dont elle n'a jamais divorcé.

## Biographie

### Enfance
Jean Dorothy Seberg est la fille de Dorothy Arline (née Benson), institutrice remplaçante, et d'Edward Waldemar Seberg, pharmacien,,. Sa famille était de confession luthérienne et d'origine suédoise, britannique et allemande. Seberg avait une sœur, Mary-Ann, et deux frères, Kurt et David, dont le plus jeune s'est tué dans un accident de voiture à l'âge de 18 ans, en 1968.
Son grand-père paternel, Edward Carlson, arrive aux États-Unis en 1882 et constate qu'il y a trop de Carlson dans le Nouveau Monde. Il changea le nom de famille en Seberg en souvenir de l'eau et des montagnes de Suède. À Marshalltown, Seberg garde Mary Supinger, de huit ans sa cadette, qui deviendra l'actrice de théâtre et de cinéma Mary Beth Hurt. Après le lycée, Seberg s'inscrit à l'université de l'Iowa pour étudier l'art dramatique, son objectif final étant de devenir une vedette à Broadway.

### Carrière

#### 1956-1958: Otto Preminger
Seberg fait ses débuts au cinéma dans le rôle-titre de Jeanne d'Arc dans Sainte Jeanne (1957), d'après la pièce éponyme de George Bernard Shaw, après avoir été choisie parmi 18 000 candidates par le réalisateur américain d'origine autrichienne Otto Preminger dans le cadre d'une recherche de talents de 150 000 dollars. Son nom a été inscrit par un voisin,.
Lorsqu'elle fut choisie pour le rôle le 21 octobre 1956, la seule expérience de Seberg en tant qu'actrice avait été quelques représentations dans les théâtres régionaux américains. Le film généra une grande publicité, mais Seberg commenta qu'elle était « embarrassée par toute cette attention ». Malgré un grand battage médiatique, appelé dans la presse une « expérience Pygmalion », le film et Seberg reçurent de mauvaises critiques. Sur son échec, elle déclara plus tard à la presse : « Je suis le meilleur exemple d'un fait bien réel : toute la publicité du monde ne fera pas de vous une vedette de cinéma si vous n'êtes pas aussi une actrice ».
« I have two memories of Saint Joan. The first was being burned at the stake in the picture. The second was being burned at the stake by the critics. The latter hurt more. I was scared like a rabbit and it showed on the screen. It was not a good experience at all. I started where most actresses end up »
— Jean Seberg

« J'ai deux souvenirs de Sainte Jeanne. Le premier, c'est d'avoir été brûlée sur le bûcher dans le film. Le second est d'avoir été brûlée sur le bûcher par les critiques. C'est ça qui m'a fait plus mal. J'étais terrorisée et cela se voyait à l'écran. Ce n'a pas du tout été une bonne expérience. J'ai commencé par vivre ce que la plupart des actrices vivent en fin de carrière. »
Preminger promet de lui donner une seconde chance et fait jouer Seberg dans son film suivant, Bonjour tristesse (1958), qui est tourné sur la côte d'Azur en France d'après le roman éponyme de Françoise Sagan. Ce remarquable coup de chance se présente comme une ouverture majestueuse pour une jeune fille que rien ne prédestinait au métier d'actrice. Elle fait à cette occasion la couverture du no 58 des Cahiers du cinéma. Preminger déclare à la presse : « Il est tout à fait vrai que si j'avais choisi Audrey Hepburn au lieu de Jean Seberg, le risque aurait été moindre, mais je préfère prendre le risque. (...) J'ai confiance en elle. Certes, elle a encore des choses à apprendre sur le métier d'acteur, mais Kim Novak aussi quand elle a commencé ». Seberg a de nouveau reçu des critiques négatives et le film a failli mettre fin à sa carrière.
Mylène Demongeot a rappelé lors d'une interview filmée en 2015 à Paris :

« [Otto Preminger] a fondé beaucoup d'espoir sur Jean Seberg. L'échec de Sainte Jeanne a été un gros coup pour lui parce qu'il y avait un contrat de cinq films, je crois. Elle aussi en a été extrêmement malheureuse et quand on est arrivés sur le tournage de Bonjour tristesse, elle portait sur ses épaules le poids de la culpabilité, après que ce réalisateur lui ait donné une chance extraordinaire, elle avait peur. Et avec ce type d'homme-là, de personnage-là, faut surtout pas avoir peur. C'est pour ça que je me suis bien entendu avec lui : j'avais pas le rôle principal du film, j'avais pas le succès du film sur les épaules. [...] J'avais aucune appréhension de lui. Quand il hurlait, je le regardais en lui disant "vous devriez pas hurler comme ça parce que vous allez faire un AVC". Alors ça le désamorçait. Tandis que la pauvre Jean, elle avait peur de lui, elle était saisie et il en profitait vraiment très méchamment. »

— Mylène Demongeot
François Truffaut, alors critique de cinéma, fait néanmoins l'éloge de la collaboration entre Preminger et Seberg : « Le cinéma est un art de la femme, c'est-à-dire de l'actrice. Le travail du metteur en scène consiste à faire faire de jolies choses à de jolies femmes, et pour moi, les grands moments du cinéma sont la coïncidence entre les dons d'un metteur en scène et ceux d'une comédienne dirigée par lui. Griffith et Lillian Gish [...] Rossellini et Magnani [...], Fellini et Masina (...). Nous pouvons désormais ajouter Preminger et Jean Seberg ».
Seberg renégocie son contrat avec Preminger et signe un contrat à long terme avec Columbia Pictures, pour laquelle elle tournera à Chicago le film policier L'Étrange Destin de Nicky Romano (1960) du réalisateur britannique Philip Leacock. Preminger avait une possibilité de l'employer dans un autre film, mais ils n'ont plus jamais travaillé ensemble. Son premier film pour Columbia est la comédie à succès La Souris qui rugissait (1959) de Jack Arnold, avec Peter Sellers. Jack Arnold a déclaré : « Le seul problème que j'ai eu à l'époque, c'est que Columbia a insisté pour que j'utilise Jean Seberg... Jean venait de tourner Sainte Jeanne (1957) et Bonjour tristesse (1958), fraîchement endoctrinée par le réalisateur Otto Preminger pour jouer au cinéma. Preminger était un crieur et un hurleur. Il attendait qu'elle devienne hystérique pour allumer la caméra. Je ne crie pas et je ne hurle pas, et c'était une nouvelle expérience pour elle. Parfois, il fallait vingt [prises] pour y arriver, mais on y arrivait... Elle est devenue par la suite une très bonne actrice ».

#### 1959-1963: Jean-Luc Godard

Jean Seberg en 1959.

Pendant le tournage de Bonjour tristesse, Seberg rencontre François Moreuil, qui deviendra son premier mari, et elle s'installe alors en France, où elle connaît enfin le succès en tant qu'héroïne des films de la Nouvelle Vague. Elle décroche le rôle principal de Patricia Franchini, vendeuse de journaux (le New York Herald Tribune) sur les Champs-Élysées dans À bout de souffle (1960), le premier long métrage de Jean-Luc Godard, aux côtés de Jean-Paul Belmondo.
Le tournage commence mal, les deux comédiens ne comprennent initialement pas la démarche de Godard. Alors que Belmondo se dit que le film ne sortira sans doute jamais, Jean Seberg, encore plus dépaysée, songe même à tout arrêter après son premier jour de tournage le 21 août 1959. Elle ne supporte pas le réalisateur, « cet homme incroyablement introverti et d'aspect négligé, qui ne regarde jamais dans les yeux quand il parle ». Selon Antoine de Baecque, ce qui déroute l'actrice américaine est précisément que Godard dirige son tournage à l'inverse des règles établies et des traditions hollywoodiennes. Le 9 septembre, Seberg déclare « Je suis plongée dans ce film français et c'est une expérience bien longue et absolument folle : pas de spots, pas de maquillage, pas de son ! Une seule chose vaut la peine : c'est tellement contraire aux manières de Hollywood que je deviens totalement naturelle ».
Godard fait quelques concessions à l'actrice : il lui permet de garder avec elle sa maquilleuse, il renonce à faire d'elle une voleuse et ne lui fait pas endosser la panoplie complète de la femme fatale qu'auront plus tard Anna Karina ou Brigitte Bardot. Le tournage s'achève le 19 septembre et Jean Seberg se dit alors « passionnée par le style de Godard » et « prête à récidiver ». Le montage dynamique que fera Godard du film révolutionne le cinéma et le film deviendra l'un des plus influents de ces années-là, en France comme aux États-Unis. Le public sera aussi au rendez-vous avec 2 208 864 entrées, ce qui place le film au 25e rang du box-office France 1960,.
À la fin du film, le personnage joué par Belmondo meurt abattu dans le dos dans la rue Campagne-Première à Paris. Alors que Jean Seberg s'approche de son corps, Belmondo balbutie avant de mourir « C'est vraiment dégueulasse », ce à quoi Jean Seberg répond, en regard caméra, « Qu'est-ce que c'est, dégueulasse ? », soulignant le fait qu'elle ne parle pas très bien français. L'extrait où Seberg dit cette célèbre dernière phrase sera de nouveau utilisé par Godard dans son film De l'origine du XXIe siècle (2000), où le réalisateur, à l'aide de nombreux extraits des conflits armés du XXe siècle, donne un nouveau sens au mot « dégueulasse »,.
En 1963, Jean-Luc Godard retrouve Jean Seberg pour le sketch Le Grand Escroc du film collectif Les Plus Belles Escroqueries du monde. Seberg y retrouve le personnage de Patricia d'À bout de souffle (cette fois affublé du nom de famille Leacock, en référence à Richard Leacock, un pionnier du cinéma-vérité), devenue reporter internationale pour la chaîne de télévision WXYZ de San Francisco qui débusque un faux-monnayeur (interprété par Charles Denner) dans le souk de Marrakech. Alors qu'initialement, Godard pensait retrouver Anna Karina à Marrakech qui devait y tourner mi-janvier 1963 le film La Danse des sept voiles, ce film est annulé et Karina décide de ne pas venir. Godard est alors « d'humeur massacrante » selon Raoul Coutard et se désintéresse du tournage et de ses acteurs, ce que Jean Seberg prend très mal. Le tournage part définitivement à la dérive quand le régisseur général est victime d'un accident de voiture en allant chercher des pellicules à Rabat. Le film sort fin août 1964 malgré le fait que Godard, détestant son propre sketch, a tout fait pour qu'il ne sorte pas en même temps que les quatre autres.

#### 1961-1967: Internationalisation,Lilithet Claude Chabrol
L'actrice continue ensuite les films français. Après avoir joué dans Les Grandes Personnes (1961) de Jean Valère, aux côtés de Micheline Presle et Maurice Ronet, Seberg tient le rôle principal dans le premier film de Moreuil, La Récréation, de nouveau une adaptation d'une œuvre de Françoise Sagan. À cette époque, Seberg s'est éloignée de Moreuil et elle se souvient que la production était « un pur enfer » et qu'il « lui criait dessus ». 
Elle enchaîne avec L'Amant de cinq jours (1962) de Philippe de Broca, où elle retrouve Micheline Presle, aux côtés de François Périer qui joue son mari et Jean-Pierre Cassel qui joue son amant. Cette comédie romantique qui se passe à Paris, avec quelques scènes tournées dans le parc du château de Chantilly, est une adaptation du roman éponyme de Françoise Parturier paru en 1959. Le film est en lice pour l'Ours d'or à la Berlinale 1961.
Elle part ensuite au Congo-Léopoldville, l'État d'Afrique centrale ayant récemment acquis son indépendance, pour tourner Congo vivo (1962), une satire politique franco-italienne de Giuseppe Bennati, aux côtés de Bachir Touré et Gabriele Ferzetti.
Elle tourne en 1964 Lilith de Robert Rossen, « le film » qui a influencé son « moi ». Elle y incarne la patiente d'une clinique psychiatrique atteinte d'une forme de schizophrénie. Le film est en partie tourné dans une véritable clinique de Rockville (Maryland) aux États-Unis où l'actrice a eu de nombreuses échanges avec une patiente. Dans les revues de l'époque, les critiques écriront « elle ne joue pas Lilith, elle est Lilith ».
La même année, Seberg retrouve Jean-Paul Belmondo dans la comédie d'aventures rocambolesques Échappement libre (1964). Il s'agit du deuxième film de Jean Becker, tourné dans une ambiance festive de février à avril 1964 en Suisse, au Liban, en Grèce, en Italie, en Espagne, en Allemagne de l'Ouest et en France. Le film est plutôt bien accueilli par la critique, comme Patrick Thévenon dans Paris-Presse qui estime que « Belmondo belmondise, il finira par gabiner. Jean Seberg a pris quelques kilos. Ils ne lui vont pas mal ». Jeander dans Libération parle d'un cinéma « en prise directe. Ça fonce, ça fait du bruit, ça carbure et c'est très sympathique ». Le public est aussi au rendez-vous avec 2 007 088 entrées au box-office France 1964 et environ 750 000 entrées au box-office Italie 1964-1965. Dans la même veine, le premier film de Nicolas Gessner, la comédie policière Un milliard dans un billard (1965) où Jean Seberg partage la vedette avec Claude Rich et Elsa Martinelli, est un « vent de fraîcheur [...] à l'emballage multinational » « pour les amateurs d'amusement insouciant ».
En 1966 et 1967, Seberg joue les rôles principaux aux côtés de Maurice Ronet dans deux films (La Ligne de démarcation et La Route de Corinthe) réalisés par un autre réalisateur de la Nouvelle Vague : Claude Chabrol. C'est le producteur de Chabrol Georges de Beauregard, déjà producteur d'À bout de souffle et ami du couple formé à l'époque par Romain Gary et Jean Seberg, qui va proposer à cette dernière le rôle de la comtesse anglaise Mary de Damville dans La Ligne de démarcation (1965), l'un des seuls films de guerre de Chabrol adapté du roman éponyme du colonel Rémy, ancien résistant FFL. Le rôle de Mary devait initialement échoir à Leslie Caron qui l'a refusé car il était selon elle « trop anecdotique ». Réunir Seberg et Ronet plaisait également à Chabrol car il les avaient déjà vus ensemble à l'écran dans Les Grandes Personnes (1961) de Jean Valère, un film qu'il affectionne. Le film est tourné in situ sur la ligne de démarcation dans le village de Port-Lesney a 30 km de Dole dans le Jura du 31 janvier au 16 mars 1966. Selon Antoine de Baecque, le tournage est marqué par le froid mordant de l'hiver et un certain ennui, ce qui a poussé Chabrol à forcer sur l'alcool : « Pendant ce tournage, je me suis beaucoup soûlé. Le film s'en est heureusement ressenti. Un des plus beaux plans est complètement éthylique ». À propos de son actrice, Chabrol déclare : « Jean Seberg eut la bonté de jouer dans cette absurdité. Elle donnait envie de croire à la sincérité absolue de son personnage : elle apporta au rôle une certaine vraisemblance en lui donnant une remarquable clarté, ne fût-ce que par l'expression de son visage ». À sa sortie, la critique est très partagée sur le film, entre la presse conservatrice, catholique voire royaliste qui salue une « œuvre pédagogique exemplaire » et le reste de la critique qui fulmine, voyant dans ce film une trahison du cinéaste de la Nouvelle Vague et un ralliement à la Qualité française si décriée, un « sous-Delannoy », un « Clochemerle à l'heure allemande ». Avec 1 369 742 entrées, le film est le 4e plus grand succès de la carrière de Chabrol.
Un an plus tard, Chabrol tourne en Grèce le film d'espionnage La Route de Corinthe et fait à nouveau appel à l'actrice. Seberg est ravie de jouer sept semaines en Grèce, « quasiment en vacances », et compare le film « aux aventures de Pearl White, revues par Boris Vian ». Elle témoigne à la télévision française qu'elle est « entourée de confiance, de gentillesse, d'affection [...] On a l'impression d'être un trapéziste qui fait des choses très compliquées, mais Chabrol est là comme filet ! C'est formidable »,. L'actrice insiste pour réaliser elle-même ses cascades, entre poursuite à moto, saut à l'arrière d'un camion en marche ou  une scène où l'actrice est accrochée à une grue au-dessus d'une centaine de mètres de vide surplombant le canal de Corinthe. L'actrice écrira plus tard ne s'être « jamais autant amusée » que durant le tournage de ce film. À sa sortie, le 27 octobre 1967, le film est éreinté par la critique, qui n'y voit qu'une « farce ridicule et monotone dont le dindon est le spectateur payant » ou encore « un film ni fait ni à faire, plein d'illusion et de poudre aux yeux, canular vaseux de collégien paresseux ». Chabrol lui-même dénigre son film, comme il l'a fait pour de nombreux films de sa filmographie.

#### 1968-1979: Les films expérimentaux de Romain Gary, Philippe Garrel et Dennis Berry

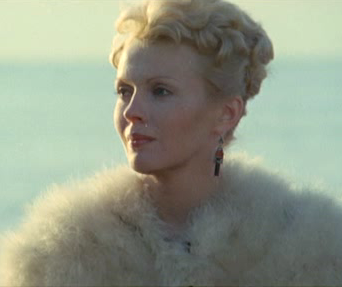
Jean Seberg dans le film Les Tueurs à gages en 1972.

En 1968, Jean Seberg est la protagoniste du premier film de son mari Romain Gary, Les oiseaux vont mourir au Pérou. Elle joue de nouveau aux côtés de Maurice Ronet, ainsi qu'avec Pierre Brasseur et Danielle Darrieux. Elle incarne Adriana, une jeune femme dépressive. Après une expérience érotique sur une plage péruvienne avec plusieurs marins cachés derrière des masques de carnaval, elle s'installe chez la mère maquerelle d'une maison close voisine, qu'elle quitte ensuite pour rejoindre un artiste qui vit à proximité. Tourné en Andalousie, ce film surréaliste et expérimental a reçu un accueil mitigé, Jean de Baroncelli écrit dans Le Monde que le réalisateur « est resté en-deçà de ses intentions. Au fil des images (toujours superbes) il a laissé se détériorer l'étrange climat d'irréalisme et de tragédie qu'il avait réussi à créer. Et nous arrivons à la conclusion avec l'impression d'être passés à côté du film que nous aurions dû voir », tandis que dans Télérama, on souligne « son sens désastreux du montage ». Le thème de la nymphomanie de la protagoniste valut au film d'être le premier classé X par la MPAA américaine.
Trois ans plus tard, elle est à l'affiche de Police Magnum, également titré Kill! Kill! Kill! Kill!, un « objet filmique non identifié » réalisé de nouveau par Romain Gary. Si la majorité des critiques descendent le film en flammes à l'instar de Kevin Thomas du Los Angeles Times qui l'estime être « complètement grotesque », certains amateurs de films bis l'ont plébiscité, jugeant « que le réalisateur se fait plaisir en enchaînant volontairement les clichés » et que « si l’on fait fi de certains effets kitschs, pour ne pas dire psychédéliques propres à son époque, Kill est une savoureuse découverte pour les cinéphiles ».
En 1969, elle apparaît dans son premier et seul film de comédie musicale, La Kermesse de l'Ouest, adapté d'un spectacle de Lerner et Lowe. Elle joue en compagnie de Lee Marvin et Clint Eastwood. Pour le chant, sa voix est doublée. Le film est un fiasco critique et public.
Dans les années 1970, Seberg participe à plusieurs films italiens, dont le drame psychologique Vague de chaleur (1970) de Nelo Risi, où elle interprète une jeune Américaine en vacances au Maroc aux côtés de Luigi Pistilli, le mélodrame Un amour insolite (1972) d'Alberto Bevilacqua où elle forme avec Ugo Tognazzi un couple en crise, le poliziottesco Les Tueurs à gages (1972) de Pasquale Squitieri, aux côtés de Fabio Testi et le melodramma strappalacrime Bianchi cavalli d'agosto (1975) de Raimondo Del Balzo.
En 1972 sort L'Attentat d'Yves Boisset, inspiré par l'affaire Ben Barka. Jean Seberg décroche le premier rôle féminin d'Edith Lemoine, un rôle qui était initialement destiné à Romy Schneider, aux côtés de nombreuses vedettes du cinéma franco-italien tels que Jean-Louis Trintignant, Michel Piccoli, Philippe Noiret ou Gian Maria Volonté. L'équipe du film a subi de multiples pressions lors du tournage, le financement du film a été bloqué à trois reprises, et les scènes de torture ont dû être tournées à nouveau, à la suite de la mystérieuse disparition des bobines correspondantes. La sortie en salles fait l'objet d'attentats, mais le film est finalement un succès
Elle est le premier choix de François Truffaut pour le rôle de Julie dans La Nuit américaine (1973) mais après l'avoir sollicitée à plusieurs reprises et sans nouvelles, il décide de donner le rôle à Jacqueline Bisset.
Durant la décennie 1970, Jean Seberg a aussi participé à deux films expérimentaux de Philippe Garrel. Le premier, Les Hautes Solitudes (1974), est un documentaire muet et en noir et blanc sur l'actrice. Garrel témoigne « Je considère que Les Hautes solitudes est autant un film de Seberg que de moi. Et je pense que si on voit le film aujourd'hui, il tient. Autant que des films que j'ai faits plus tard avec plus de moyens. D'ailleurs, à l'époque, il avait déjà trouvé un public. C'est quand même un film muet, en noir et blanc, d'une heure vingt, et il est resté un mois dans un cinéma du Marais avec une salle remplie tous les soirs. Il faut dire que Jean Seberg a été vraiment une des plus grandes actrices du monde ».
Dans le moyen métrage Le Bleu des origines (1978), Philippe Garrel filme les actrices qui se sont succédé dans sa vie cinématographique : Jean Seberg, mais aussi Zouzou ou Nico. Le film est tourné peu après la mort d'Henri Langlois, une manière pour le réalisateur de lui rendre hommage et de réaliser « un album de famille » pour clore son passé de spectateur à la Cinémathèque française.
En 1975, l'actrice tourne Le Grand Délire aux côtés de Pierre Blaise, Yves Beneyton et Isabelle Huppert dans un film réalisé par son mari d'alors, Dennis Berry. Le tournage, au sein d'une maison close, n'est pas de tous repos. Mylène Demongeot, co-productrice du film, raconte qu'ils avaient essayé d'approcher Sergio Leone. Celui-ci, après avoir lu le scénario, a proposé d'héberger Dennis Berry chez lui pour qu'ils le peaufinent ensemble. Berry a passé deux mois chez le maestro italien, puis Sergio Leone a contacté Mylène Demongeot pour la dissuader de produire Le Grand Délire : « ne faites pas ce film ». D'après Demongeot, lorsqu'elle et son équipe de production ont visité le plateau le premier jour de tournage pour souhaiter bonne chance à Dennis Berry, ce dernier les a rembarré en hurlant « Dehors, les producteurs ». Comme Leone l'avait prédit, le film a finalement été un échec commercial et critique complet, ce qui a entraîné la faillite de la société de Mylène Demongeot.
Au moment de la mort de Seberg, elle travaillait sur le film français La légion saute sur Kolwezi (1980), d'après le livre de Pierre Sergent ; elle avait déjà tourné plusieurs séquences en Guyane et elle était retournée à Paris pour des scènes supplémentaires en septembre. Après sa mort, ces scènes ont été tournées à nouveau avec l'actrice Mimsy Farmer.

### Engagement politique
Dès l'âge de 14 ans, malgré le désaccord de ses parents, elle adhère à la NAACP (National Association for the Advancement of Colored People).
En 1967, de violentes émeutes raciales éclatent à Watts près de Los Angeles et font écho dans la conscience politique de Jean.

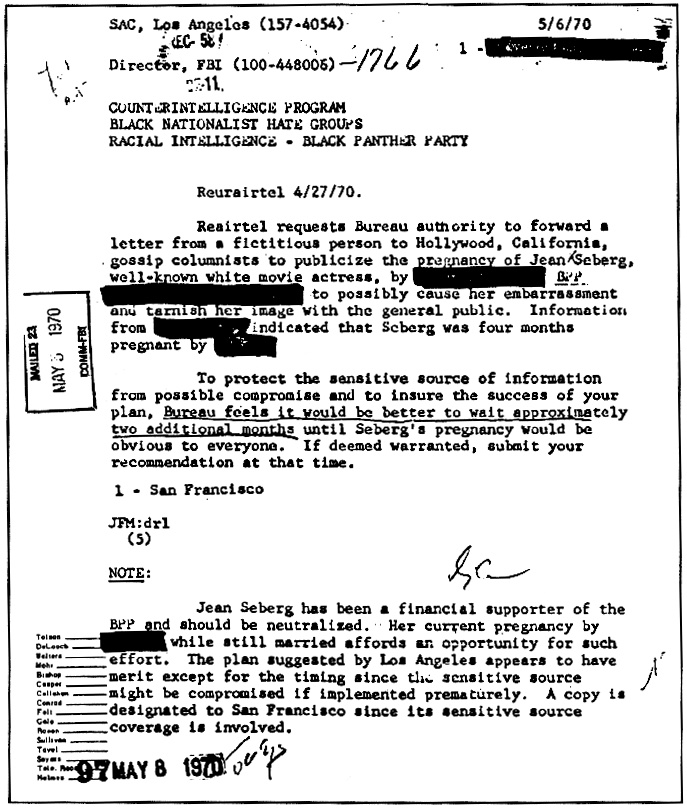
Document interne du FBI évoquant le soutien de Jean Seberg aux Black Panthers, ainsi que la diffusion d'une rumeur visant à la discréditer.

À la fin des années 1960, elle utilise sa célébrité pour des causes politiques, comme celles des Amérindiens et des Black Panthers. Le FBI va la mettre sur écoute et la surveiller dans le cadre du COINTELPRO et de l'Opération CHAOS, ainsi que le montrent certains documents du FBI qui ont été publiés.
Le troisième mari de Seberg était le réalisateur Dennis Berry, fils de John Berry, lui aussi réalisateur, et membre éminent de la communauté des Américains exilés du maccarthysme à Paris. Tout cela avait éveillé l'intérêt des nombreuses organisations de renseignement américaines de cette période de la guerre froide.

### Vie privée
En 1958, elle épouse l'acteur, réalisateur et producteur français François Moreuil et vient vivre à Paris. Avocat d'affaires, Moreuil a en effet réussi à renégocier le contrat d'exclusivité qui liait sa future femme à Preminger en le revendant à Columbia. La même année, Jean Seberg joue sous la direction de François Moreuil dans son film La Récréation (1961). Un peu avant les fêtes de Noël 1959, au consulat français de Los Angeles, elle rencontre l'écrivain et diplomate de 24 ans son aîné, Romain Gary. C'est le coup de foudre et le printemps suivant, Jean Seberg, qui a quitté son époux, s'installe avec Romain Gary dans un appartement de l’île Saint-Louis à Paris, et un an plus tard au second étage du 108 rue du Bac.
Cette rencontre scellera la fin de leurs mariages respectifs : Jean Seberg divorce neuf mois plus tard de François Moreuil. La femme de Gary, l'écrivaine et éditrice Lesley Blanch, réclame une importante somme d'argent pour la séparation. Le divorce est finalement conclu en 1962 et le mariage précipité, le 16 octobre 1963, dans le petit village corse de Sarrola-Carcopino, l'actrice était enceinte et menaçait de se suicider si elle mettait au monde leur enfant avant leur union. Jean met au monde Alexandre Diego le 17 juillet 1962, qui est élevé en Espagne par Eugénia Munoz. Pour sauver les convenances, on annonce sa naissance le 26 octobre 1963. Romain Gary parle de son couple et de leurs difficultés dans Chien blanc, elle apparaît également masquée dans Les Mangeurs d'étoiles (1966). En 1968, lorsque Romain Gary entend parler d'une possible liaison entre sa femme et Clint Eastwood pendant le tournage de La Kermesse de l'Ouest, il prend l'avion et provoque l'acteur en duel au revolver ; le « cow-boy américain » se défile.
Alors qu'elle est mariée, elle subit l'influence de Hakim Jamal, cousin de Malcolm X et fondateur de l'Organisation de l'unité afro-américaine, un groupe racialiste proche des Black Panthers, devenant sa maîtresse, bien que Jamal profite de son argent et la batte. Durant l'été 1970, alors qu'elle est enceinte de sept mois et en train de divorcer de son deuxième mari Romain Gary, la chroniqueuse mondaine du Los Angeles Times révèle (sans citer son nom mais sans ambiguïté sur l'identité de l'actrice visée) sa grossesse et sa proximité avec les Black Panthers. Un agent du FBI avait reçu de J. Edgar Hoover l'autorisation de donner de manière anonyme ces informations à la presse : il est donc très probable que le FBI soit responsable de cette divulgation, sans que la chroniqueuse ou le LA Times en ait forcément eu conscience. Des rapports du FBI appuyant ce fait ont été publiés. Jean Seberg tente de se suicider quelques jours avant la naissance deux mois avant terme, le 23 août, de sa fille, Nina, qui meurt deux jours plus tard. Jean la fait enterrer dans un cercueil de verre afin que tous puissent voir qu'elle était blanche. Pour protéger son ancienne compagne, Gary, dans un texte retentissant, dénonce la presse à scandale et affirme que l'enfant était bien de lui alors que le véritable père est Carlos Navarra, un aventurier tiers-mondiste rencontré lors d'un tournage au Mexique. Sombrant dans la dépression, elle devient dépendante à l'alcool et aux médicaments. Plusieurs fois hospitalisée et internée, elle est victime de crises de démence et tente encore de se suicider, le plus souvent aux dates anniversaires de la perte de sa fille. En 1979, le FBI reconnaît avoir propagé de fausses rumeurs sur Jean Seberg et avoir inventé l'histoire du bébé noir afin de la discréditer, car il pensait qu'elle finançait les Black Panthers.
En 1972, elle épouse en troisièmes noces Dennis Berry, réalisateur et fils de John Berry. Son divorce avec Berry n'ayant pas encore été prononcé, le mariage qu'elle contracte en mai 1979 avec Ahmed Hasni, n'a pas de force légale. Hasni, Algérien mythomane lié à un trafic de stupéfiants, souhaite devenir son agent, finit de la dépouiller financièrement et, lui aussi, la bat.

### Mort

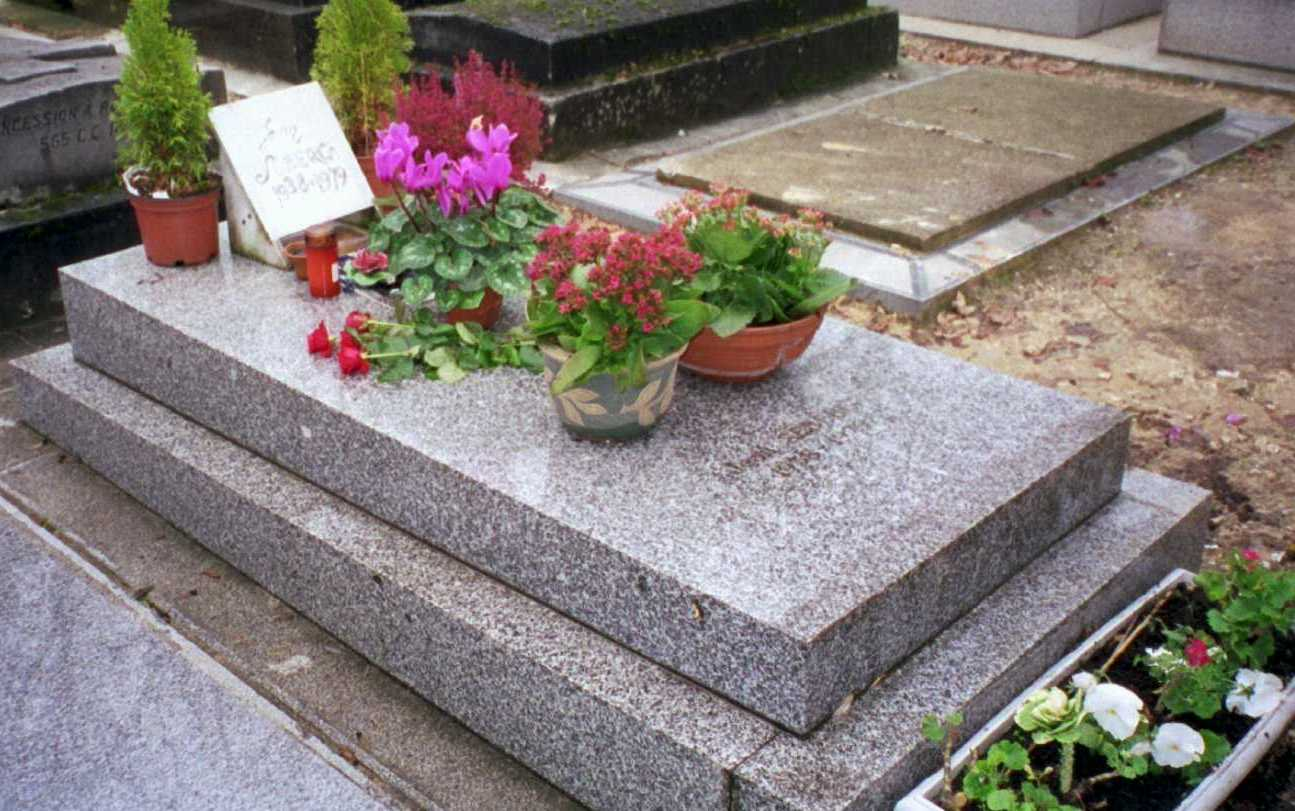
Tombe de Jean Seberg.

Le 30 août 1979, Seberg disparaît de son appartement 125, rue de Longchamp. Hasni a déclaré à la police que le couple était allé voir Clair de femme et que lorsqu'il s'est réveillé le lendemain matin, Seberg avait disparu. Après la disparition de Seberg, Hasni a déclaré à la police qu'il savait depuis un certain temps qu'elle était suicidaire. Il a affirmé qu'elle avait tenté de se suicider en juillet 1979 en se jetant sous une rame du métro parisien.
Le 8 septembre, soit neuf jours après sa disparition, le corps en décomposition de Seberg est retrouvé enveloppé dans une couverture sur la banquette arrière de sa Renault 5 blanche, garée rue du Général-Appert dans le XVIe arrondissement de Paris, près de son domicile. La police a trouvé une bouteille de barbituriques, une bouteille d'eau minérale vide et un mot écrit en français par Seberg et adressé à son fils Diego. Le rapport d'autopsie indique qu'elle a succombé à une surdose massive de barbituriques ainsi que d'alcool (8,2 g par litre de sang). L'enquête de police conclut au suicide. L'année suivante, des poursuites supplémentaires sont engagées contre des inconnus pour non-assistance à personne en danger.
Romain Gary, le second mari de Seberg, a donné une conférence de presse peu après sa mort, au cours de laquelle il a accusé la campagne du FBI contre Seberg d'être à l'origine de la détérioration de sa santé mentale. Gary a affirmé que Seberg était « devenue psychotique » après que les médias eurent rapporté la fausse histoire, inventée par le FBI, selon laquelle elle était enceinte d'un enfant des Black Panthers en 1970. Gary a déclaré que Seberg avait tenté à plusieurs reprises de se suicider le jour de l'anniversaire de la mort de l'enfant, le 25 août.
Jean Seberg est enterrée dans la treizième division du cimetière du Montparnasse,.
Son second mari Romain Gary, père de son fils Alexandre Diego, se suicide un an plus tard. Dans la lettre qu'il laisse, il écrit : « aucun rapport avec Jean Seberg ».

## Filmographie

### Actrice
- 1957 : Sainte Jeanne (Saint Joan), d'Otto Preminger : Jeanne d'Arc
- 1958 : Bonjour tristesse d'Otto Preminger : Cécile
- 1959 : La souris qui rugissait (The Mouse That Roared) de Jack Arnold : Helen Kokintz
- 1960 : L'Étrange Destin de Nicky Romano (Let No Man Write My Epitaph) de Philip Leacock : Barbara Holloway
- 1960 : La Récréation de François Moreuil et Fabien Collin : Kate
- 1960 : À bout de souffle de Jean-Luc Godard : Patricia Franchini
- 1961 : Les Grandes Personnes de Jean Valère : Ann Westerling
- 1961 : L'Amant de cinq jours de Philippe de Broca : Claire
- 1961 : Congo vivo de Giuseppe Bennati : Annette
- 1963 : À la française (In the french style) de Robert Parrish : Christina James
- 1964 : Lilith de Robert Rossen : Lilith Arthur
- 1964 : Les Plus Belles Escroqueries du monde, sketch Le Grand Escroc de Jean-Luc Godard : Patricia Leacock
- 1964 : Échappement libre de Jean Becker : Olga Celan
- 1965 : Choc (Moment to moment) de Mervyn Le Roy : Kay Stanton
- 1965 : Un milliard dans un billard de Nicolas Gessner : Bettina Ralton
- 1966 : L'Homme à la tête fêlée (A Fine Madness) d'Irvin Kershner : Lydia West
- 1966 : La Ligne de démarcation de Claude Chabrol : Mary, comtesse de Grandville
- 1967 : Estouffade à la Caraïbe de Jacques Besnard : Colleen O'Hara
- 1967 : La Route de Corinthe de Claude Chabrol : Shanny
- 1968 : Les oiseaux vont mourir au Pérou de Romain Gary : Adriana
- 1969 : Pendulum, la Nuit sans témoin (Pendulum) de George Schaefer : Adèle Matthews
- 1969 : La Kermesse de l'Ouest (Paint Your Wagon) de Joshua Logan : Elizabeth Rumson
- 1970 : Airport de George Seaton : Tanya Livingston
- 1970 : Vague de chaleur (Ondata di calore) de Nelo Risi : Joyce Grasse
- 1970 : Macho Callahan de Bernard L. Kowalski : Alexandra Mountford
- 1971 : Un amour insolite (Questa specie d'amore) d'Alberto Bevilacqua
- 1972 : Police Magnum (Kill) de Romain Gary : Emily Hamilton
- 1972 : L'Attentat d'Yves Boisset : Édith
- 1972 : Les Tueurs à gages (Camorra) de Pasquale Squitieri : Luisa
- 1973 : La Corruption de Chris Miller (La corrupción de Chris Miller) de Juan Antonio Bardem : Ruth Miller
- 1974 : Pris au piège (Cat and Mouse) de Daniel Petrie : Laura Anderson / Richardson
- 1974 : Les Hautes Solitudes de Philippe Garrel : Marilyn Monroe
- 1974 : Ballad for Billy the Kid, court métrage de Jean Seberg : la star
- 1974 : Bianchi cavalli d'agosto de Raimondo Del Balzo : Lea Kingsburg
- 1975 : Le Grand Délire de Dennis Berry : Emily
- 1976 : Le Canard sauvage (Die Wildente) de Hans W. Geißendörfer : Gina Ekdal
- 1978 : Le Bleu des origines de Philippe Garrel : elle-même
- 1979 : La légion saute sur Kolwezi de Raoul Coutard - scène coupée au montage

### Réalisatrice
- 1974 : Ballad for Billy the Kid (court-métrage) — elle interprète aussi des chansons du film.

## Hommages
- Une section des pelouses des jardins de l'Avenue-Foch (16e arrondissement de Paris) lui rend hommage (entre les nos 73 et 77 de l'avenue Foch)[95],[96].

## Dans la culture

### Littérature
- Jean Seberg apparait dans le livre de Romain Gary Chien blanc, publié en 1970.

- Au cours des années 1990, l'écrivain mexicain Carlos Fuentes publie Diane ou la chasseresse solitaire, roman réaliste sur sa brève relation avec Seberg au début des années 1970.

- En septembre 2004, au moment du 25e anniversaire  de la mort de Jean Seberg, Alain Absire, qui a connu l'actrice dans les dernières années de sa vie, publie Jean S, une biographie romancée qui a fait l'objet d'un procès intenté par Diego Gary, le fils de Jean Seberg.

### Cinéma
- En 1995, Jean Seberg est le sujet d’un documentaire de Mark Rappaport intitulé From  the Journals of Jean Seberg, qui couvre l'ensemble de la vie et de la carrière de l'actrice.

- En 2019, Benedict Andrews réalise Seberg, biopic centré sur l'engagement de l'actrice avec les Black Panthers, sa traque par le FBI et le désespoir que celle-ci contribue à provoquer chez elle. C'est Kristen Stewart qui tient le rôle de Jean Seberg.

- En 2022, Seberg est incarnée par Kacey Rohl dans le film Chien blanc, adaptation par  Anaïs Barbeau-Lavalette du livre du même titre de Romain Gary.

- En 2024, le cinéaste américain Richard Linklater réalise Nouvelle Vague (2025), un film sur le tournage d'À bout de souffle dans lequel Jean Seberg est incarnée par Zoey Deutch.

### Chanson
- Elle est évoquée dans la chanson Absent Friends du groupe The Divine Comedy en 2004.